# Тапиока

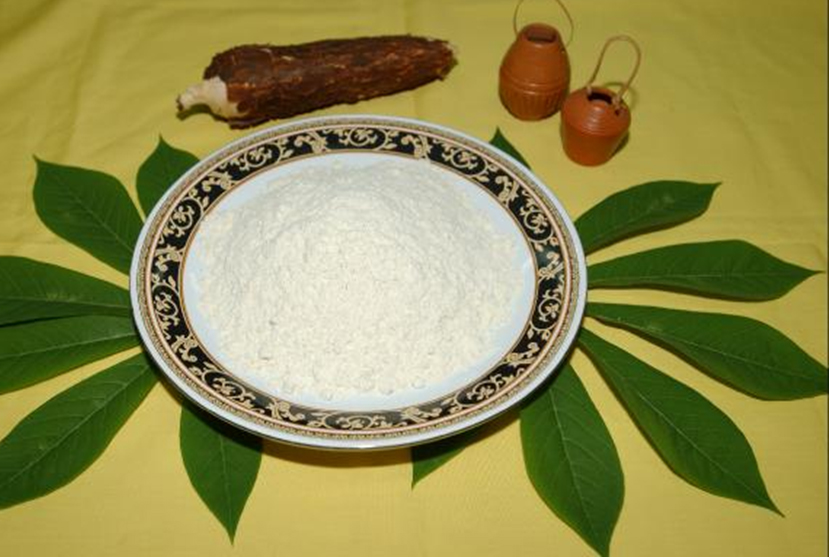
Тапиока

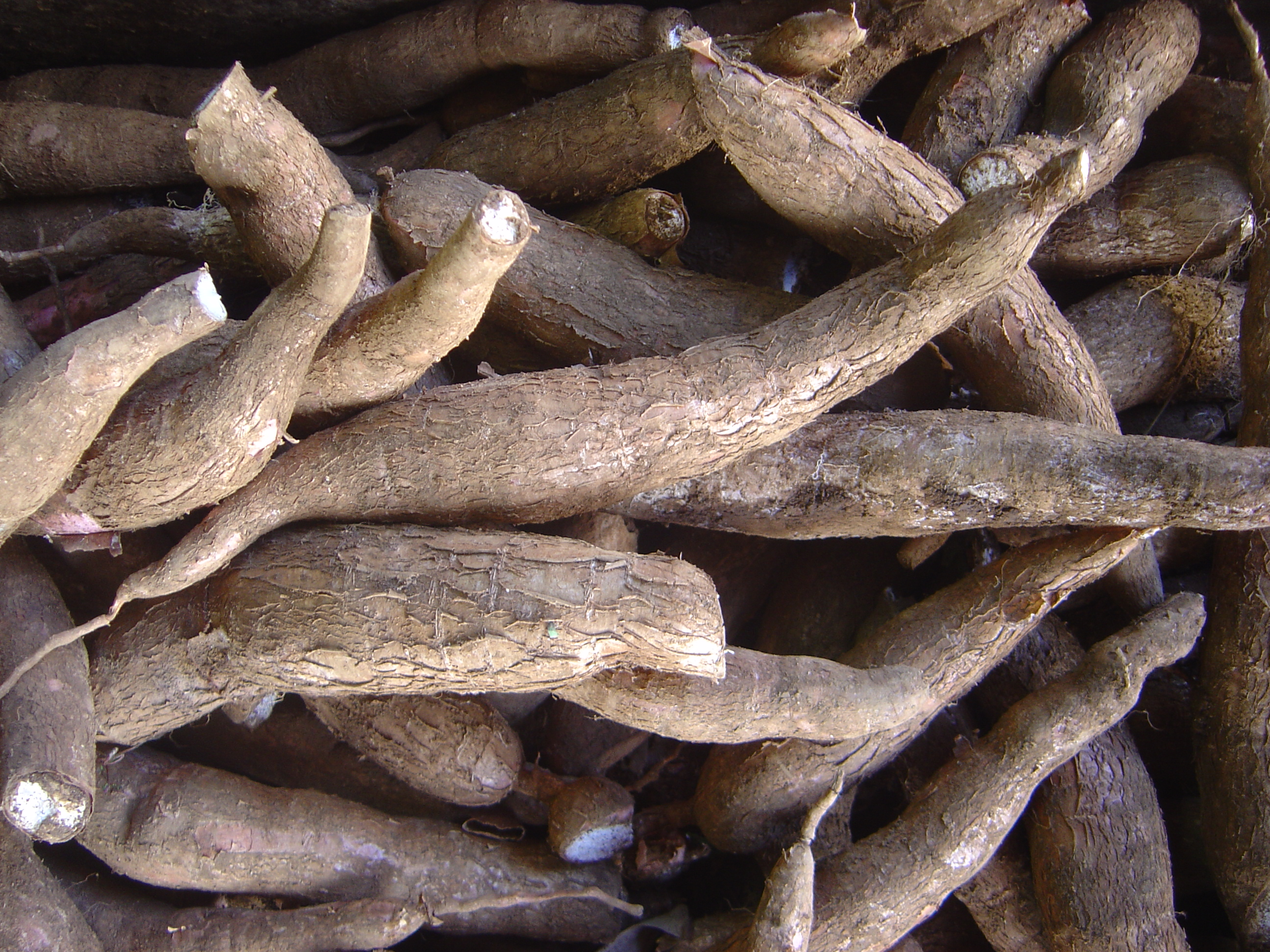
Корень маниоки

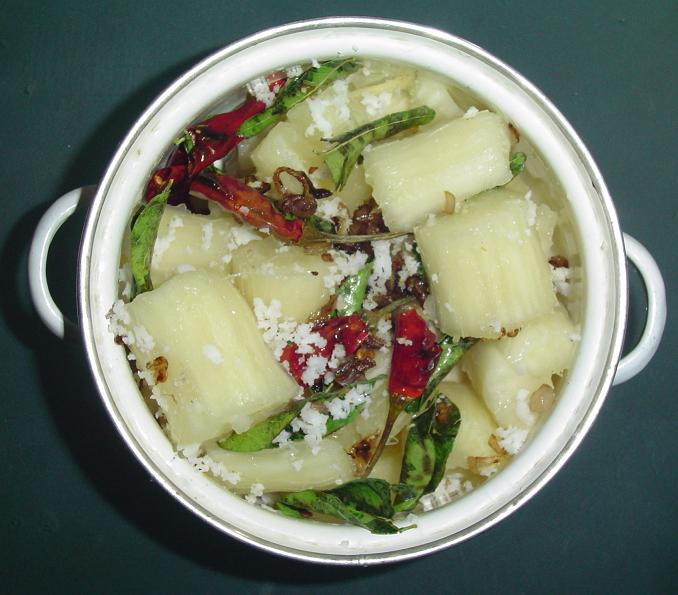
Блюдо из маниоки

Тапиока (маниоковое саго) — зернистый крахмалистый продукт, получаемый из корней маниока. Высококалорийная и легко усваиваемая пища, широко употребляемая в тропических странах.

## Пищевая ценность
Тапиока содержит 10—14 % воды, около 3 % — сырого белка, 2,5 % — жира, 3,5—4,0 % — клетчатки, 3,5—4,5 % — золы, 80—83 % органических веществ, которые в основном представлены крахмалом.
Сырой белок содержит около 50 % «истинного» белка, а остальное — небелковый азот. Белок тапиоки малоценен: в нём мало метионина, цистеина, лизина и других незаменимых аминокислот. Жир тапиоки содержит мало ненасыщенных жирных кислот, поэтому добавки растительного жира в рацион с тапиокой могут значительно улучшить её пищевую ценность.

## Способ приготовления
Корни маниока сначала моют и чистят, затем три-четыре дня вымачивают в холодной воде. Затем их растирают, и растёртую массу тщательно перемешивают с питьевой водой. Зёрна крахмала постепенно оседают на дно.
Затем отделяется крахмал и заново смешивается с водой — этот процесс может повторяться четыре-пять раз. Когда крахмал становится достаточно чист, его рассыпают на металлической посуде (противень, тазик и т. п.), которую ставят на слабый огонь. Во время обработки крахмал постоянно перемешивают. Со временем из крахмала образуются небольшие комочки. Эти комочки и называются тапиока.
Основной производитель — Таиланд.